# Venus y Adonis (Rubens)
Venus y Adonis una pintura del pintor flamenco Pedro Pablo Rubens, creada hacia 1614.
Hasta 1768 la pintura estuvo en colecciones privadas en Bruselas como la de Carl de Cobenzel. Fue comprada por un coleccionista para la Galería del Hermitage.

## El tema de la pintura
El tema del cuadro es una escena tomada de la mitología griega, de Las metamorfosis de Ovidio (X, 529-559). El motivo, que muestra un intento de detener a Adonis de su fatídica expedición de caza por parte de la diosa Venus, apareció en muchas obras literarias y fue objeto de numerosas pinturas, incluyendo de Tiziano, Nicolas Poussin y Paolo Veronese. El cuadro fue pintado en el estudio de Rubens, los personajes principales emergieron del pincel del maestro y otros fragmentos fueron pintados por sus alumnos.

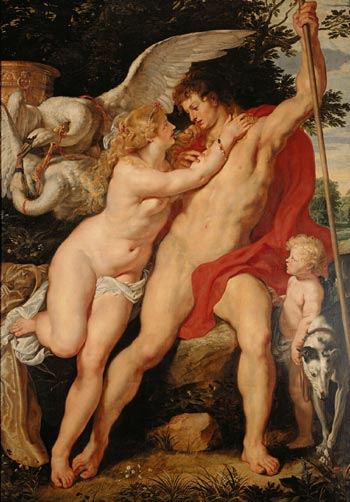
Venus y Adonis, 1609 (versión del Kunst Palast Museum).

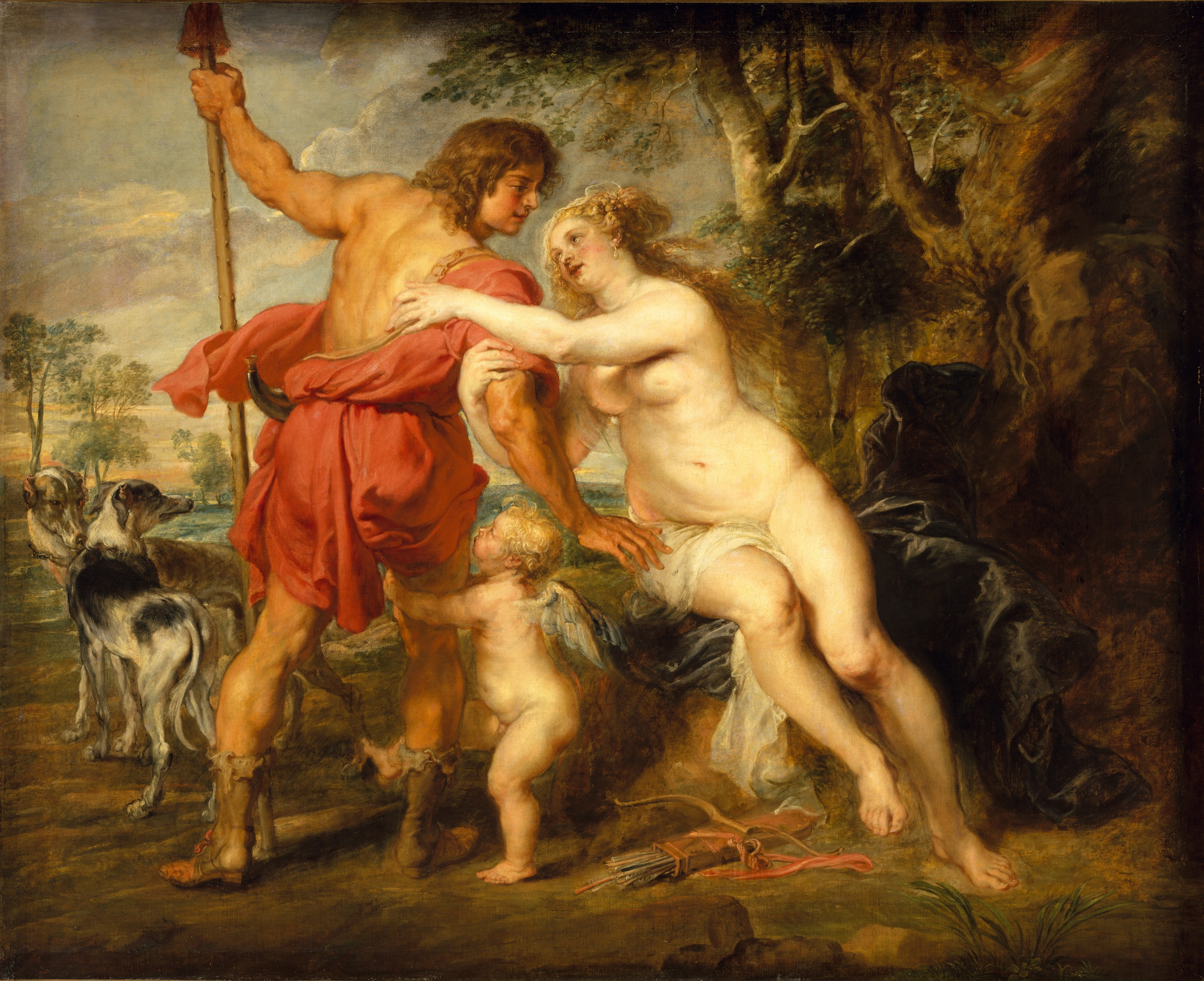
Venus y Adonis, 1635 (versión del Museo Metropolitano de Arte).

La pintura de la colección del Hermitage es una de las versiones de la obra original Venus y Adonis creada por Rubens en 1609 y ubicada en el Museo Kunst Palast de Düsseldorf. La primera versión se centra en su mensaje y está pintada en formato vertical. Las copias posteriores tienen un encuadre más amplio y más detalles de composición. El cuadro del Hermitage tiene una composición horizontal con un paisaje visible. Se incluye en las llamadas pinturas de gabinete.
En esta pintura, Rubens reemplazó el asiento de rocas de la primera versión con un carro dorado, un atributo de Venus. Adonis, tras pasar la noche con ella, se levanta para ir a cazar. La diosa del amor intenta detenerlo. De la pierna de Adonis cuelga un Cupido con garras, símbolo del amor que ayuda a Venus a retener a su amante. En la primera versión, Cupido está parado de pie como si no entendiera la situación. Un motivo similar se puede encontrar en otra pintura posterior del Museo Metropolitano de Arte. El momento del amor es enfatizado por dos cisnes que tiran del carro. La figura de Adonis fue tomada por Rubens de una escultura antigua de Laocoonte. Añadió dos imágenes adicionales de perros a la composición de la pintura.
El tercer cuadro de esta serie con el mismo título, destruido durante la Segunda Guerra Mundial, se encontraba en el Museo Kaiser-Friedrich de Berlín (óleo sobre lienzo 114 x 111 cm).